# Decio Azzolino (1623-1689)
Decio Azzolino (também Decio Azzolino, o Jovem) (11 de abril de 1623 - 8 de junho de 1689) foi um cardeal italiano católico, criptógrafo, investigador e líder do Squadrone Volante.

## Biografia
Azzolino nasceu em Fermo; filho de Pompeo Azzolino e Giulia Ruffo. Foi sobrinho-neto do cardeal Decio Azzolino, o Velho e, portanto, muitas vezes é conhecido como cardeal Decio Azzolino, o Jovem.
Recebeu doutorado em filosofia, direito e teologia na Universidade de Fermo.
Essas habilidades, dentre outras, levaram Azzolino se tornar o principal decodificador do Vaticano; responsável por quebrar cifras usadas em correspondências. Foi também um competente investigador. Quando o Reino de Nápoles tomou conhecimento dos planos de invasão (via Reino de Espanha), foi Azzolino que (em fevereiro de 1654) concluiu que a violação deveria ter partido de Camillo Astalli, o cardeal-sobrinho do Papa. Embora provavelmente precisa, sua conclusão era conveniente - Astalli era um rival pelo poder da própria patrona de Azzolino, Olimpia Maidalchini. O contemporâneo John Bargrave observou que havia muitos espiões dentro do Vaticano, mas nenhum se destacou nessa tarefa mais do que Azzolino.
Mais tarde em 1654, por causa desse serviço que prestou ao papa, Azzolino foi elevado a cardeal e foi feito cardeal-presbítero da Igreja de Sant'Adriano al Foro (Cúria Júlia), em Roma.
Participou do conclave de 1655 que elegeu o Papa Alexandre VII. Azzolino foi o líder do movimento liberal independente Squadrone Volante que desempenhou um papel importante na engenharia do resultado do conclave em favor de um candidato anti-nepotismo.  Acredita-se também que o Squadrone de Azzolino foi concebido para a eleição de Giulio Rospigliosi como Papa Clemente IX no conclave de 1667. Rospigliosi, que tinha sido Cardeal Secretário de Estado recompensou Azzolino de imediato (uma noite de sua eleição, na verdade) nomeando-o para o cargo, dando ainda mais credibilidade ao rumor.
Azzolino foi designado pela Rainha Cristina da Suécia representante na Igreja Católica. Alguns têm especulado que ele e Cristina estavam apaixonados um pelo outro, embora o seu relacionamento nunca foi tornado público. 
Faleceu em Roma e está enterrado no oratório da Igreja de Santa Maria em Vallicella.